# 拒婚明成祖
拒婚明成祖:50是明成祖朱棣在妻子徐皇后逝世之后，欲继娶其妹，策立为新皇后，被拒绝一事。此事有两个不同版本，一是谢夫人拒嫁女明成祖，即徐达之妻、徐皇后之母谢氏拒绝明成祖继娶徐达第四女为皇后。这是在明朝中后期出现的伪史，同时期的史学家王世贞即以反驳，指出谢夫人在此事发生多年前已经逝世。万历年间何乔远编撰《名山藏》和清初黄宗羲编撰的《明文海》中，记载了拒婚明成祖的另一个版本，即徐达第三女徐妙锦拒绝成为明成祖皇后。《名山藏》和《明文海》皆将徐妙锦拒婚的事迹归入“烈女”。
现代作者中亦有认为谢夫人拒嫁女是信史，或似《名山藏》、《明文海》一般，将之描述为弱女反抗暴君明成祖:50。

## 背景
妻姊妹婚即在妻子死后继娶其妹符合传统中国社会的道德准则。中国历代帝王中，南唐后主李煜之妻大周后、小周后即是一对姐妹，周世宗也在妻子符皇后亡故后继娶妻妹小符氏为皇后。由父母决定的包办婚姻亦是社会主流。

### 徐达家族
《明史·徐达传》中称徐达四子：徐辉祖、徐添福、徐膺绪、徐增寿。长女徐皇后，次代王朱桂妃，次安王朱楹妃。徐达在1385年逝世后，朱元璋为他撰写的神道碑则称四子四女。《明史》遗漏之女，确无正史记载。四子四女生母，依据《明实录》知谢夫人为徐皇后、徐增寿生母。据徐膺绪墓志知生母为妾室孙氏，同时墓志称谢夫人为其嫡母（即父亲徐达嫡妻）。而徐膺绪孙徐显隆的墓志亦再度证实徐膺绪母确为孙氏。徐辉祖生母有争议。或说谢夫人，但此说法与徐辉祖和徐皇后是姐弟关系冲突。或据《明实录》推断为贾夫人。原文称贾夫人为“中山武宁王夫人”，若贾夫人为徐达生前妻子，与徐膺绪墓志冲突。
历史上，朱元璋与徐达家族关系亲密，徐达四子皆是由他赐名，三个女儿亦嫁给朱元璋儿子。朱元璋四子朱棣在洪武九年（1376年）娶徐达长女为燕王妃。徐达逝世后的洪武二十四年（1391年）九月丙午，册封徐达第二女为朱元璋第十三子朱桂代王妃。同年，朱元璋年仅八岁的第二十二子朱楹娶徐达女为安王妃。徐达妻谢夫人在何时逝世不详，仅知洪武二十年（1387年），追封谢氏为中山武宁王夫人。

### 明成祖
建文元年（1399年），燕王朱棣起兵反叛侄儿建文帝朱允炆，即靖难之役。三年后，朱棣成功夺取帝位，是为明成祖。朱棣妻子燕王妃徐氏则成为皇后。徐皇后被认为是一位贤德的皇后。而明成祖在靖难之役后对建文帝大臣及家眷的大规模屠杀和凌辱，确是不争的事实。1407年徐皇后逝世，根据朝鲜王朝方面的记载，此后朱棣曾大肆屠杀、处决自己后宫中的妃嫔、宫女等人（参见：吕婕妤、鱼吕之乱）。

## 不同版本

### 谢夫人拒婚版
郑晓所著，嘉靖年间成书的《今言》与成书稍晚的周晖所著《金陵琐事》皆记载谢夫人拒婚一事，内容大体相同。郑晓书中和其它同期的明代著作均称徐达四子四女为谢夫人所生。实际上，至1980年代当代考古方才证实，徐达第四子徐膺绪生母确实不是谢夫人。郑晓和周晖书中，徐氏出家之地分别是聚宝门外和凤台门外。聚宝门为南京城墙正南门，凤台门则是南京外城墙的城门，并非相邻城门。
同时期的王世贞在万历年间成书的《弇山堂别集》中反驳：洪武二十年追封谢夫人，可知她早已逝世，如何在徐皇后逝世之后，拒绝明成祖。徐皇后逝世时距徐达逝世已二十三年，徐达怎么会有未及笄的女儿。并认为此女少年出家之事是可能的，未必有立她为皇后之事。
|                                   | 中山王初夫人张氏，继夫人谢氏。王出师归，孝陵谕王曰：「卿夫人好鞭挞人至死，此不足佐卿，朕为卿择一佳妇。」谢夫人是也。谢夫人生四子、四女。女长即仁孝皇后，次代王、安王妃，又次未聘。永乐丁亥，仁孝皇后崩，长陵谕谢夫人：「朕欲得夫人季女，继中宫。」夫人曰：「妾女不堪上配圣躬。」长陵曰：「夫人女不归朕，更择何等婿耶？」季女竟不敢受人聘，从佛氏为尼于南京聚宝门外，所谓王姑庵者是也。嘉靖中，霍文敏公为礼书，毁之。 |
| ——《今言·卷之二》一百七十五，郑晓 | |

|                                      | 中山王继夫人谢氏，生四女。长即仁孝皇后，次代王安王妃。又次未聘。永乐丁亥仁孝皇后崩，长陵谕谢夫人：“朕欲得夫人季女，继中宫。”夫人曰：“妾女不堪上配圣躬。”长陵曰：“夫人女不归朕，更择何等婿耶？”季女竟不敢受人聘，从佛氏为尼，凤台门外有王姑庵是也。庵后有一种奇竹，最堪为杖。 |
| ——《金陵琐事·卷一》○更择何等婿，周晖 | |

### 徐妙锦拒婚版
《名山藏》和《明文海》皆有类似记载。《名山藏》中徐妙锦传是否为何乔远自写，不详。《明文海》所录徐妙锦传，记为黄佐所著。黄佐所著《革除遗事》有徐妙锦传，但原文不存。《明文海》称徐妙锦事迹，一是黄佐转述于徐辉祖曾孙徐天赐处，二是陈琏所著文集中的徐妙锦墓志。文中称徐妙锦不愿意结婚的原因，是有感于其姐夫代王朱桂在洪武末年获罪，其妹在之后嫁给安王朱楹。实际上根据史料，册立徐达女为安王朱楹妃是在八年前的洪武二十四年（1391年）。《名山藏》则称徐妙锦不愿结婚的原因则是其姐代王妃在建文（1399年）初年获罪。
洪熙改元，徐达家族后人进京谢恩。徐辉祖儿媳、徐钦妻何妙莲“侍其姑太夫人拜谢恩命于阙下”，明仁宗“有旨赐讌宫壶，赐以金币”，“俾还南京”。当代研究者邵磊据《今言》所记谢夫人拒婚一事和黄佐所述，确信徐妙锦实有其人，以致将徐辉祖的妻子、何妙莲的家婆（家姑）——“姑太夫人”解读为徐妙锦:186。
文中称徐妙锦母为夫人贾氏，而关于贾氏的记载仅见于《明实录》中英宗朝实录，记载贾氏是徐显宗曾祖母、中山王夫人，推断为徐辉祖生母。但不论贾氏是徐达生前妻子，或是妾室追赠中山王夫人头衔，均与其它史料相冲突。
|                                               | ○徐妙锦 徐妙锦者中山王达之女，中山诸女长为仁孝皇后，次为代王妃，季为安王妃，至尊重矣。妙锦在姊妹中，顾独不愿嫁。葢有感代王妃建文中被逮云。仁孝皇后崩，此时妙锦年二十八。成祖闻其贤欲聘而立之，妙锦不应。内使女官络绎至第，宣谕上意。女官直抵妙锦榻下，妙锦拥被呻吟，徐指其面示之，曰吾面有花而天而帝则不如是。女官仰首，目帝视曰，尊貌明莹如玉，何所有花。妙锦谬指曰班班矣。女官出，遂削发为尼。文庙亦竟不立后也。洪熙初，养发如旧。仁宗张皇后自其为东宫妃时，则巳闻妙锦事，叹服之。宣德初，皇后为皇太后，语驿而致之礼，视如公主之礼。及廷见，叙戚里亲谊甚欢。妙锦自称徐达第三女，肃拜柔嘉，进退恭重。诸宫中私相语，曰此薄皇后而不为者也。皇太后礼而厚赐之，护遇之昌都旧第。 |
| ——何乔远编撰《名山藏·卷之八十八》列女记（一） | |

|                                         | 徐妙锦【黄佐】 徐氏妙锦者，先世凤阳人。父中山武宁王达，开国元勲，母夫人贾氏。妙锦夙承姆训性复端静，虽生长王公家，然执礼柔嘉且寡言笑。长姊适燕王，后正位中宫，是为仁孝文皇后。次姊代王妃，洪武末诸藩不靖，代王被逮。妙锦乃爇香告天，矢不适人，斋戒洁清若事佛，然实无佛可事，自是亲藩来求婚皆谢絶之。有妹及笄，亦归安王为王妃。矣家人或劝之，妙锦坚志如故。仁孝文皇后崩时，妙锦年已二十有八。文庙闻妙锦贤且美，欲聘为皇后。命内使暨六尚女官往谕，防妙锦称病辞匿不出。家人复来劝之，曰此朝命也，可终避耶。女官随即直抵病榻，妙锦拥被呻吟。内使遥列房栊外，与女官皆叩首请。不得已，乃徐徐引起，自以手指面，曰吾所以不嫁者，岂有他哉，正以貌陋且有麻痕非妇容也。女官皆罗跪仰视良久，乃进言曰，尊貌明莹如玉，安得有麻，特谦辞尔。妙锦即谬指数处，曰此皆斑斑作防，岂非麻乎。女官即出内使亦随去复命。妙锦即削髪为尼，旦夕望虚空礼佛，未尝一日懈。文庙闻之竟虚中宫，不复册立。洪熙改元，妙锦乃养髪返初服。宣徳初，上仁宗皇后张氏尊号为皇太后。皇太后自为东妃时，闻禁中往事，歆羡其节行高洁，每叹以为古今罕有，至是始下教令达于宣宗，欲一见之。于是遣宦官将命至留都，召妙锦赴北京，叙戚里恩谊。勅有司，具舟楫饮膳礼视公主，且遣内使防行及至即延入宫中。相见即自称徐达第三女，肃拜谦谨雅裕。皇太后以下皆尊敬之。每晨入晚出或出不待晚，凡数日，进退恭重，不失跬步。宫娥见之，莫不悚然私相语，曰此辞皇后不为者也。特赐金帛服用诸物，优养其老，复遣内使防送还留都旧第。正统庚申正月卒，年六十有一，祔塟钟山先茔之次。予闻其志操于勲卫徐天赐甚详，惜不能尽忆也。复得墓志陈琏集中，畧其始终，然与闻诸天赐者相合。天赐乃妙锦长兄魏国公徐辉祖曾孙云。 太史氏曰，书称二女厘降，礼云天子一娶九女。使妙锦在当时继长姊，正位中宫亦礼。当然也顾乃逊避若将凂焉，亦甚高洁矣哉。世称光武不能屈子陵，子陵亦呼帝文叔视若韦布，皇甫士安犹疵其面，君耀节不入高士传，乌乎。世之丈夫子汲汲求仕，低首屈膝，惟恐不荣以禄，故遗子陵以高然此，犹以君臣言也。若中宫则与帝敌体，并主天下，大与委质事君者异，妙锦乃竟坚厥贞守，文皇帝亦竟不之强，皆盛徳事也，呜呼难哉。 |
| ——黄宗羲编撰《明文海·卷四百十三》，黄佐 | |

## 备注
1. ↑  靖难之役后，年号建文不被承认，以洪武替代。实际是建文元年（1399年），代王朱桂因罪废为庶人。
2. ↑  何妙莲墓志全文[20]:181：魏国公夫人何氏圹志[……]夫人讳妙莲，姓何氏[……]明年为洪熙改元，夫人侍其姑太夫人拜谢恩命于阙下。有旨赐讌宫壶，赐以金币，仍命其子显宗袭其父爵，俾还南京。正统元年正月，显宗朝京师，命留宿卫[……]
3. ↑  研究者邵磊在次年文章中，修改了这一解释。指何妙莲所侍“姑太夫人”，或即徐辉祖的妻子陈氏或李氏之一[21]:303。
4. ↑  昌都，是否是南都或留都之误，无考。
5. ↑  “东妃”可能是“东宫妃”脱字。
6. ↑  明“留都”即南京应天府。